# Wanbailin
 Wanbailin är ett stadsdistrikt i Taiyuan i Shanxi-provinsen i norra Kina.